# Fresno de Sayago
Fresno de Sayago – gmina w Hiszpanii, w prowincji Zamora, w Kastylii i León, o powierzchni 64,51 km². W 2011 roku gmina liczyła 228 mieszkańców.